# NP (複雜度)
非決定性多项式集合（英語：non-deterministic polynomial，缩写：NP）是计算理论中最重要的集合之一，它包含P和NP-complete。
P問題是指在多项式时间内，可以找出解的決定性問題(decision problem)，而NP問題則包含可在多项式时间內驗證其解是否正確，但不保證能在多項式時間內能找出解的決定性問題。NP包含P和NP-complete问题, 因此NP集合中有簡單的問題和不容易快速得到解的難題。
“NP是否等於P”是计算机科学中知名的難題。

## 定义与推論

### 決定性問題
一個決定性問題(decision problem)是指其輸出，只有「是」或「否」的問題。例如，搜尋問題為詢問 x 是否出現在一個集合 A 中?若有則輸出「是」，否則輸出「否」。

### P問題
當一個決定性問題存在一個能在多項式時間內找出解的演算法時，則稱此問題落在P 的集合中。
有一些決定性問題，人類目前尚無法將他們歸入集合 P 中。為了思考這些問題，於是在一般演算法可採用的功能上，擴增以下虛構的新指令。這些新指令雖然不存在於現實中，但是對探討這些難題的性質及彼此的關係，有很大的幫助。以下是這些虛構的新指令：
1. choice(S)：自集合 S 中，選出會導致正確解的一個元素。當集合 S 中無此元素時，則可任意選擇一個元素。
2. failure()：代表失敗結束。
3. success()：代表成功結束。

描述P, NP, NP完全，以及NP困难之间关系的欧拉图，在假設P≠NP的情況下。

其中 choice(S)可以解釋成，在求解的過程中，神奇地猜中集合 S 中其中一個元素，使其結果是成功的；並且這三個指令只需要 O(1)時間來執行。當然，choice(S) 是如何快速猜中的，在此是不需討論的，因為畢竟它只是虛構的。在添加這些虛構功能後，所設計出的演算法，被稱為非決定性演算法(non-deterministic algorithm)；相較之下，原來一般的演算法，就稱為決定性演算法(deterministic algorithm)。利用非決定性演算法，我們定義出另一個集合 NP。

### NP問題
當一個決定性問題的解能在多項式時間內被驗證時，則稱此問題落在NP 的集合中。
滿足問題 (satisfiability problem，簡稱 SAT)，就是一個NP中的典型問題。

### 滿足問題(SAT)
令 x 1，x 2，...，x n 代表布林變數(boolean variables)(其值非真(true)即假(false)的變數)。令-xi 代表 xi 的相反數(negation)。一個布林公式是將一些布林變數及其相反數利用而且(and)和或(or)所組成的表達式。滿足問題是判斷是否存在一種指定每個布林變數真假值的方式，使得一個布林公式為真。
輸入:一個 n 個變數的布林公式
例如: (-x 1∨ -x 2 ∨ x 3)∧ (x 1 ∨ x 4)∧(x 2 ∨ -x 1)
其∨代表(or)，∧代表(and)。
輸出:是否存在一種指定每個布林變數真假值的方式，使得此公式為真？
例如: 是(當 x 1=真，x 2=真，x 3=真，x 4=真時，此公式為真)
利用滿足問題可以定義出NP-hard和NP-complete。但是我們需要一個問題轉換的概念。
問題轉換技巧，其所需要轉換的時間皆需在多項式時間(即 O (nk))內完成。利用此多項式時間的轉換，我們可以將 NP中的難題建立起一些有趣的關係。
問題轉換:針對兩個問題 A 和 B ，如果存在一個 O (nk)時間的(決定性)演算法，將每一個問題 A 的輸入轉換成問題 B 的輸入，使得問題 A 有解時，若且唯若，問題 B 有解。此關係被稱為，問題 A 轉換成(reduce to)問題 B ，可表示成 A ∝ B 。
一個問題 L 被稱為是 NP-hard，若且唯若，滿足問題轉換成 L(即滿足問題∝L)。
滿足問題是 NP 中的難題，而 NP-hard 的問題則是滿足問題衍生(轉換)出來的。
一個問題 L 被稱為是 NP-complete，若且唯若，L ∈NP 而且 L ∈NP-hard。
史蒂芬庫克(Stephen Cook)證明了一個十分重要的性質：
性質(A)：「任一個 NP 內的問題都可以，在多項式時間內，被轉換成滿足問題。」
性質(B)：「任一個 NP 內的問題都可以，在多項式時間內，被轉換成任一個 NP-complete 問題。」
性質(C)：「任一個 NP 內的問題都可以，在多項式時間內，被轉換成任一個 NP-hard 問題。」
性質(D)：「滿足問題在集合 P 中，若且唯若，P=NP。」

## 例子
比如說，一個決策性問題:輸入一個整數x, 請回答x是否為偶數(even number)。我們利用一個程式判斷x除以2是否整除即可得到最後結果 。此程式是決定性演算法, 並且其時間複雜度為O(1)=O(n0), 因此此問題落入P集合中。
再舉一個例子，下面是滿足問題的一個非決定性演算法。
Algorithm satisfiability (E (x 1, ... , xn ))
{
Step 1: for i =1 to n do
xi ←choice (true, false) /*利用 choice 直接猜中 xi 的真假值*/
Step 2: if E (x 1, ... , x n) is true then success () /*計算此布林公式是否為真*/
　　　 else failure ();

}
上述的非決定性演算法的時間複雜度為O(n1)即代表滿足問題落入NP集合中。

### 引用
1. ↑  R. E. Ladner "On the structure of polynomial time reducibility," J.ACM, 22, pp. 151–171, 1975. Corollary 1.1. ACM site （页面存档备份，存于）.

## 外部連結
- Complexity Zoo: NP[]
- Graph of NP-complete Problems[]
- American Scientist primer on traditional and recent complexity theory research: "Accidental Algorithms"（页面存档备份，存于）